# Rhinagrion mima
Rhinagrion mima – gatunek ważki z rodziny Philosinidae. Występuje w Azji Południowo-Wschodniej; stwierdzony w Mjanmie, Tajlandii i na Sumatrze.